# Nihon-ōjō-gokuraku-ki
Nihon-ōjō-gokuraku-ki (jap. 日本往生極楽記 Japońskie zapiski o odrodzeniu się w raju) – pochodzący z epoki Heian zbiór 42 opowieści o świątobliwych ludziach, którzy po śmierci odrodzili się w niebie. Zbiór powstał w latach 983 – 987, jego autorem jest Yasutane Yoshishige.
Zbiór zawiera najstarsze opowieści z gatunku ōjōden w Japonii. Przedstawia on biografie mnichów, mniszek, laików, którzy zostali odrodzeni w Czystej Ziemi, będąc modelowymi przykładami wiernych Szkoły Czystej Ziemi.
Początkowy szkic zbioru powstał w latach 983 - 985, następnie treść została poszerzona co najmniej dwukrotnie. Jednym z powodów zmian w zbiorze była chęć dodania biografii ludzi, o których autor dowiedział się dopiero po wstąpieniu w stan duchowny (rok 986). Kolejnym powodem rozszerzenia zbioru była prośba głównego sekretarza cesarskiego o umieszczenie w nim biografii mnicha Gyōki i księcia Shōtoku. Powodem napisania zbioru, jak pisze jego autor we wstępie, był fakt, że chociaż w tekstach buddyjskich jest mowa o Czystej Ziemi, wielu ludzi wątpi w jej istnienie. Autor wspomina także podobne zbiory napisane w Chinach i motywuje chęć spisania dziejów świątobliwych Japończyków, aby unaocznić ludziom, że także w Japonii Szkoła Czystej Ziemi jest drogą do zbawienia.

## Budowa zbioru
Zbiór rozpoczyna się wstępem, po którym następuje pierwsza opowieść przedstawiająca życie księcia Shōtoku. W dalszej części w zbiorze kolejno znajdują się opowieści o życiu 28 mnichów (w tym dwoje shami) i 3 mniszek. Po tym następują opowieści o ludziach świeckich - 4 mężczyznach i 6 kobietach.
Rzeczywista liczba osób, o których traktuje zbiór jest nieco większa od liczby opowieści, gdyż niektóre z nich mówią o kilku osobach, które narodziły się w Czystej Ziemi. Z niewielkimi wyjątkami biografie mnichów uszeregowane są chronologicznie. Kolejność biografii ludzi świeckich uszeregowana jest zgodnie z ich rangą społeczną. Ponadto osoby żyjące w stolicy stoją wyżej od osób z prowincji.
Z wyjątkiem kilku postaci znanych z historii japońskiego buddyzmu, zdecydowana większość opowieści przedstawia postacie nie wymienione w żadnym innym źródle z tego okresu. Autor nie podaje imion żadnej z kobiet. Mniszki identyfikowane są poprzez ród, z którego się wywodzą lub też nazwisko znanego krewnego (np. "mniszka taka a taka była wnuczką cesarza Kōkō"). Kobiety świeckie identyfikowane są poprzez imię męża, ród lub też miejsce zamieszkania.
Poszczególne biografie, poza nielicznymi wyjątkami, powtarzają pewien wzór budowy składający się z ośmiu, następujących elementów (chociaż żadna z opowieści nie zawiera wszystkich ośmiu):
- wymienione zostają status i ranga postaci;
- miejsce urodzenia lub zamieszkania. Tło rodzinne i okoliczności narodzin;
- osobowość postaci i opowieści z jej dzieciństwa;
- okoliczności przywdziania szaty mniszej, odbyte praktyki oraz cuda jakie wydarzyły się w czasie życia postaci;
- rok śmierci lub wiek postaci w dniu śmierci;
- przepowiednie o śmierci i narodzinach w Czystej Ziemi;
- praktyki odbywane w momencie śmierci lub cuda, jakie się w tym czasie wydarzyły;
- cuda, jakie wydarzyły się po śmierci postaci oraz znaki potwierdzające jej narodzenie się w Czystej Ziemi.

Wyjątkami od tej składni są opowieści dodatkowo przedstawiające zbawienie osób trzecich (np. opowieść o mnichu Kōdō i o kobiecie mieszkającej nieopodal świątyni).